# William Holden
William Holden (17. travnja 1918. – otprilike 12. studenog 1981.), američki glumac ovjenčan Oscarom, Zlatnim globusom, BAFTA-om i s 4 Emmya.

## Životopis
Rodio se kao William Franklin Beedle Jr. u mjestu O'Fallon, država Illinois. Otac mu je bio kemičar, a majka učiteljica. S tri godine se s obitelji, koja je bila engleskog podrijetla, seli u Kaliforniju. Tamo se školuje, a na filmu nastupa prvi put 1938. godine, iako je zapažen godinu dana prije. Nekoliko puta je nominiran za Oscara, osvojivši ga za ulogu u filmu Stalag 17.
Ženio se tri puta i imao dvoje djece. Posvojio je Virginiu, kćer jedne od svojih supruga iz prethodnog braka. Nastupao je od 1938. godine pa malo prije smrti.
Mlađi brat Robert poginuo mu je u Drugom svjetskom ratu.
Bio je teški alkoholičar i patio je od depresije.
Skrivio je prometnu nesreću vozeći pijan, a vozač drugog automobila je poginuo.Za taj zločin dobio je osam mjeseci zatvora uvjetno. Imao je niz avantura s poznatim glumicama, jedna od najpoznatijih je Audrey Hepburn. No, iako se ona htjela udati za njega, ostavila ga je kad je saznala da se podvrgnuo nepovratnoj vazektomiji.
Umro je oko 12. studenoga 1981. u 63-oj godini života. Bio je popio previše te se poskliznuo na sag, sletio s balkona svoje kuće pokraj mora, opalio glavom o rub stolića i iskrvario. Tijelo mu je otkriveno 16. studenoga. Kremiran je, a pepeo je prosut u Tihi ocean.

## Nepotpuna filmografija
- Bulevar sumraka (Sunset Boulevard - 1950.)
- Stalag 17 (1953.)
- Bijeg iz tvrđave Bravo (Escape from Fort Bravo - 1953.)
- Sabrina (1954.)
- Most na rijeci Kwai (The Bridge on the River Kwai - 1957.)
- Konjanici (The Horse Soldiers - 1959.)
- Divlja horda (Wild bunch - 1969.)